# 沃考塔 (明尼蘇達州)
沃考塔（英語：Wacouta）是位於美國明尼蘇達州古德休縣沃考塔鎮區的一個非建制地區。

## 地理
沃考塔所處的海拔為高於海平面218米（即715英呎），而該地所採用的時區為UTC-6，即北美中部時區（CST）。同時該地設有夏令時間，為UTC-6調快一小時，即UTC-5（CDT）。